# Janina-Miščiukaitė-Kunstschule Jonava

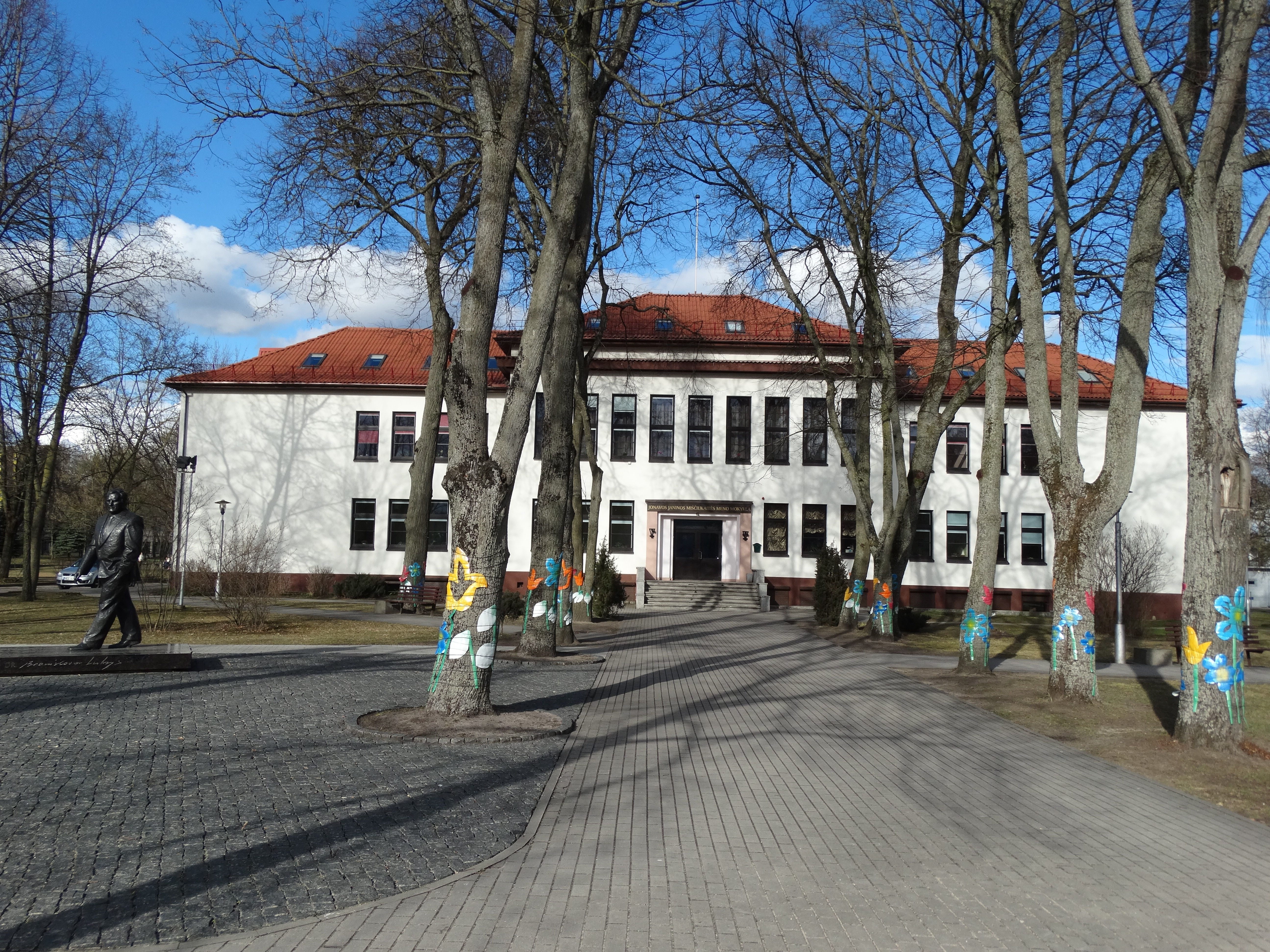
Weg zum Hauptgebäude

Die Janina-Miščiukaitė-Kunstschule Jonava (Litauisch Jonavos Janinos Miščiukaitės meno mokykla) ist eine staatliche Spezialschule für musikalisch, choreographisch, schauspielerisch und künstlerisch begabte Kinder und Jugendliche in der Stadt Jonava, im Bezirk Kaunas in Litauen. Die anderen Programme sind Frühförderung, gezielt orientierte Bildung und Amateur-Bildung. Die Schule der nichtformalen Bildung, gegründet zuerst als eine Musikschule, wurde von Jahr zu Jahr erweitert und verfügt als eine Kunstschule gegenwärtig über vier eigenständige Abteilungen. Am 31. Dezember 2015 lernten 569 Schüler (davon 250 Schüler in der Musik-, 91 Schüler in der bildenden Kunst-, 116 Schüler in der Choreographie- und 55 Schüler in der Theater-Abteilung). Jedes Jahr werden 130 Schüler neu aufgenommen. Jährlich gibt es etwa 85 Absolventen (Stand: 2015).
Die Schule arbeitet eng mit dem Kulturzentrum Jonava und der Kunstgalerie Jonava zusammen. Die Schüler nehmen an den Kulturveranstaltungen der Rajongemeinde (an den Aktionen und Festivalen im Joninės-Tal, beim Stadtfest), an den internationalen Festivalen („Homo ludens“, Kunstfestival „Atverk duris“ etc.), Theateraufführungen von Stadttheater Jonava teil sowie sind Preisträger von internationalen Wettbewerben. Die Auftritte waren unter anderem beim nationalen LTV-Gesang-Wettbewerb „Dainų dainelė“, Schulkollektiv des historischen Tanzes hatte gemeinsame LNOBT-Konzerte im Großfürstlichen Schloss Vilnius etc.
Die Kunstschule hat einige Gebäude. Im Hauptgebäude befindet sich die Musikabteilung, eine Bibliothek, ein Konzertsaal. Das Büro der Verwaltung (Direktorin, zwei stellvertretende Direktoren, Schriftführerin etc.) ist hier auch untergebracht.

## Struktur
- Musik-Abteilung (Ausbildung dauert 7 Jahre):
  - Unterabteilung für Musiktheorie
  - Unterabteilung für Akkordeon-Instrument
  - Unterabteilung für Klavier-Instrument
  - Unterabteilung für Blasinstrumente: verschiedene Blechblasinstrumente (Trompete, Tenorsaxophon, Tuba, Horn, Posaune),   Flöte, Klarinette, Saxophon
  - Unterabteilung für Volksinstrumente: Kanklės, Birbynė, Lamzdelis (Typ der Längsflöte), Schlagzeug
  - Unterabteilung für  Streichinstrumente:  Geige, Cello und Gitarre
- Choreografie-Abteilung (Ausbildung dauert 6 Jahre):
  - Ballett (Klassischer Tanz)
  - Volkstanz der litauischen Folklore
  - Volkstanz der Nationen der Welt
  - Historischer Tanz
- Abteilung für bildende Kunst: Ausbildung dauert 2–5 Jahre
- Theater-Abteilung: Ausbildung dauert 5–6 Jahre

## Orchester, Chöre, Ensembles
Die Kunstschule hat einige Orchester, Chöre, Ensembles und andere Kunstkollektive sowie Gruppen. Die Musikabteilung der Kunstschule hat eigene Kinder- und Jugend-Chöre, ein Mädchen-Sängerinnen-Ensemble, ein Blasorchester mit eigener choreografischen Truppe, ein Streichensemble. Die Schüler sind Mitglieder im gemeinsamen Streichorchester mit der Musikschule der Nachbargemeinden Kėdainiai und im gemeinsamen Akkordeonisten-Orchester mit der Musikschule Garliava (Rajongemeinde Kaunas), „Fioretti“-Tanzensemble des historischen Tanzes.

## Geschichte

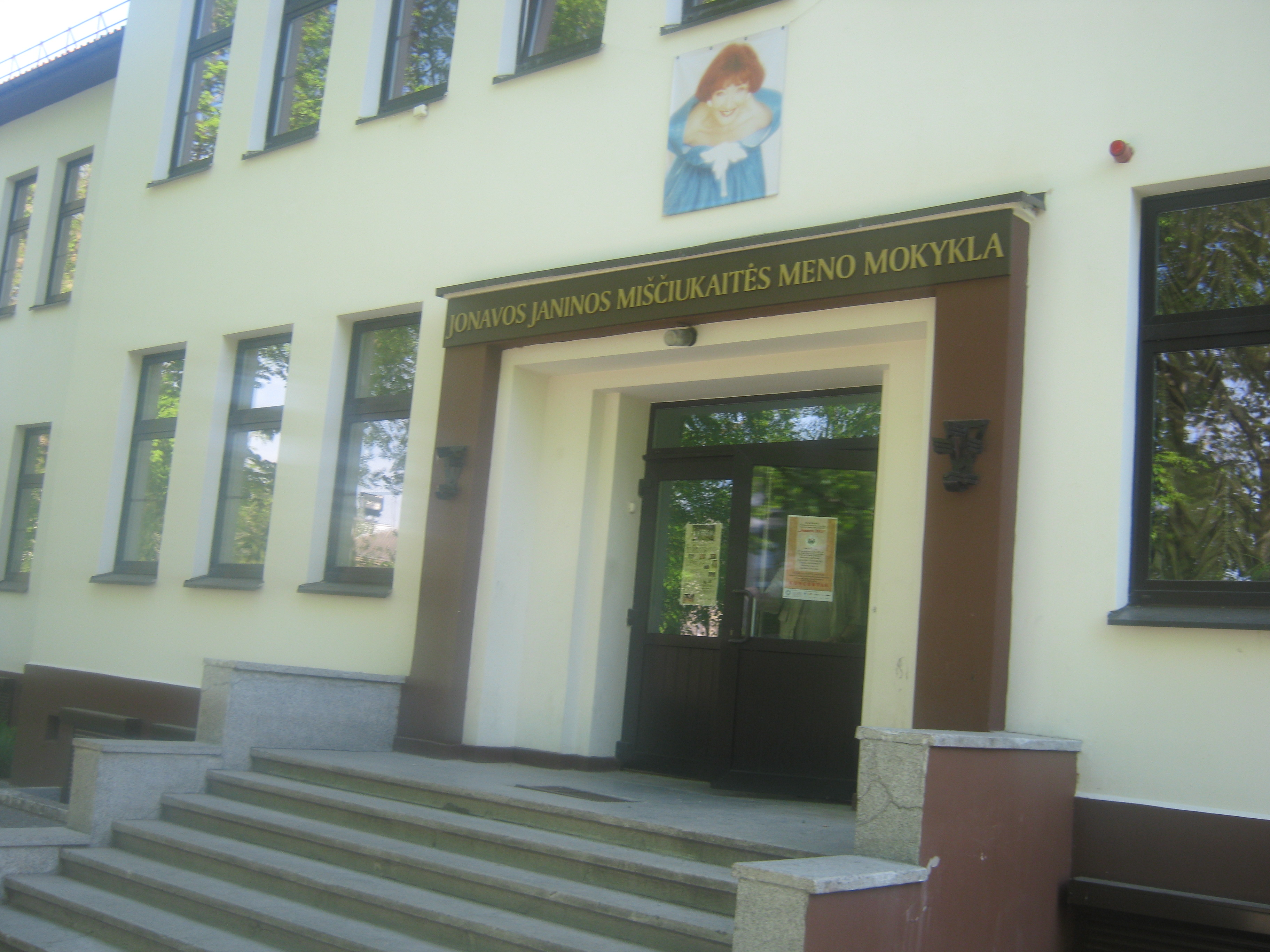
Eingang

1965 wurde die Musikschule Jonava gegründet. Sie wurde im Kulturclub von Möbelkombinat Jonava untergebracht. 1976 bekam die Schule neue Räume in der damaligen 2. Mittelschule Jonava. Seit 1990 befindet sich die Schule im Zentrum der Stadt, im ehemaligen Pionierhaus.
1982 öffnete man die Abteilung für bildende Kunst. 1992 wurden die Abteilung für Choreografie und 1993 Abteilung für Theater geöffnet.
1994 wurde die Schule zur Kunstschule. Bis zu diesem Jahr gab es 1.121 Absolventen.
Am 20. Juni 2002 wurde die Gewerkschaft der Schulmitarbeiter errichtet.
Im Dezember 2016 wurden insgesamt 74 Mitarbeiter beschäftigt.
Im Jahr 2009 wurde die Schule nach der in Jonava geborenen Musikerin Janina Miščiukaitė (1948–2008) benannt.
2015 nahmen die Schüler an 16 Festivals (in Kaunas, Kaišiadorys, Marijampolė, Kupiškis, Tauragė und Neringa), an 118 Veranstaltungen (Konzerten, Ausstellungen, Aufführungen und Performances) in der Stadt und in der Schule, an 13 internationalen Wettbewerben teil (davon 11 Schüler der Kunstschule wurden Gewinner und 14 Schüler erhielten Diplome), 27 Schüler wurden Gewinner und 27 Schüler erhielten Diplome bei nationalen Wettbewerben. Im Jahr 2015 gab es 32 offene Unterrichtseinheiten für Eltern und Betreuer sowie wurden 7 republikanische Seminare für Lehrer an der Schule organisiert.
Seit 2017 werden die talentvollen Schüler der Kunstschule vom lokalen Frauenverband Jonavos krašto moterų asociacija „Jonavietė“ gefördert.
Im Dezember 2017 wurde das neue Musik-Theaterstück Der Zwerg Nase aufgeführt, wobei insgesamt 210 Schauspieler teilnahmen. Der Regisseur war Andrius Kurienius (Dramatheater Kaunas). Die Hauptrolle hatte Gerardas Lisauskas, der Schüler der Musikabteilung.

## Berühmte Schüler
- Vaida Šniurevičiūtė (* 1989), litauische Ballett-Tänzerin,[18] Solistin des Litauischen Nationaltheaters für Oper und Ballett,[19] Finalistin bei Nordic Baltic Ballet Competition „Stora Daldansen“[20] (2008),  Absolventin des Čiurlionis-Kunstgymnasiums, Mitglied von Baltic Ballet Theater[21]
- Kristijonas Sakalauskas,[22] litauischer Trompetenspieler,[23] Mitglied von 2016 European Youth Brass Band,[24] Mitglied des Čiurlionis-Blechblasinstrumenten-Quintets,[25] mehrfacher Gewinner und Preisträger von nationalen und internationalen Auszeichnungen in Lettland, Estland, Luxemburg und Italien,[26] ab 2010 externer Schüler und Absolvent des nationalen Čiurlionis-Kunstgymnasiums in der litauischen Hauptstadt Vilnius[27], 23-facher Gewinner von nationalen und internationalen Wettbewerben[28]
- Julija Rockina, russische Pianistin,  Solistin in der Philharmonie Kaunas und mit dem universitären Kammerorchester der VDU-Musikakademie; Teilnehmerin des internationalen Musiker-Festivals „Kaunas 2017“ und des Pianistenforums „Pianistas XXI amžiuje“, Trägerin der Nomination „Junger Talent“ und der Auszeichnung „Jahres-Frau von Jonava“, Preisträgerin bei den Wettbewerben wie Rubinstein Piano Festival, „Rimini Fest“ (Italien), beim internationalen Balys-Dvarionas-Wettbewerb, Wettbewerb „Kaunas Sonorum“,  „Musica Amabile“,  „Olimpo musicale“ etc.[29]
- Gerardas Lisauskas, litauischer Altist, Teilnehmer der internationalen Sommerakademie von Juri Abramowitsch Baschmet in Samara, Russland[30]
- Elzė Černiauskaitė und Luknė Brazlauskaitė, litauische Pianistinnen, 1. Platz im internationalen Festival „RIMINI FEST“ 2017 in Italien[31]
- Monika Juškevičiūtė (1998), litauische Sängerin,[32][33]  Superfinalistin der litauischen  Musik-Castingshow X-Factor (2. Platz)[34][35] Schülerin der Choreographie-Abteilung[36]
- Dr. Darius Klibavičius (* 1980), Philosoph und Ethik-Pädagoge, Litauens Lehrer des Jahres 2011, Absolvent der Theaterabteilung der Kunstschule[37]
- Jurgita Elena Alksnytė-Rimkevičienė (* 1971), Kunstwissenschaftlerin, Absolventin der Klavierabteilung der Schule und Kunstakademie Vilnius
- Vygantas Chaladauskas (* 1972), bekannt als Vygantas Vėjas,[38] litauischer Maler, Absolvent der Kunstabteilung der Musikschule Jonava und der Kunstakademie Vilnius[39]
- Gintautas Gudonavičius,[40] litauischer Musikant,[41] Songwriter,[42] Kapitän der Luftstreitkräfte der Sowjetunion, Absolvent der Klavierabteilung der Schule (1979)[43]
- Big-d (Justas), Mitglied der litauischen Hip-Hop-Band „Shiaurė“[44]

## Direktoren
- 1965–1982: Stasys Stankus
- 1982–1983: Liudmila Petrakova
- 1983–1998: Fiodor Jančenko
- Seit 1998: Roma Jurgilienė (* 1964)